# Meter over havets overflade
Begrebet meter over havets overflade (forkortet moh eller m.o.h.) refererer til den højde (på jorden) eller altitude (i luften) ethvert objekt har til havets gennemsnitlige overflade. Moh kan være negativ, da noget jord er under havets overflade - fx det døde hav (kyster pt -430,5 moh), death valley (laveste punkt er -86 moh), Lammefjorden (-7,5 moh) og ca. 50% af Holland er under +1 moh.
Den engelske term AMSL (above mean sea level) bliver brugt flittigt til radiokommunikation, både til broadcasting og andre telekommunikationsformer, af ingeniører for at afgøre hvor stort et område, en station vil dække.
Begrebet bliver også brugt i luftfart, hvor alle højder bliver registreret og rapporteret i forhold til højden over havets overflade. Luftfarten benytter dog enheden fod i stedet for meter. Desuden er begrebet vigtigt i atmosfæriske videnskaber.
Når der refereres til geografiske ting, såsom bjerge på topografiske kort, vises forskellene i højde af konturlinjer. Højden på et bjerg noteres ved det højeste punkt, eller tinden, og bliver typisk illustreret som en lille cirkel med højden over havets overflade i enten meter eller fod – eller begge.
Højden over havets overflade er også vigtigt for ingeniører i områder højt over havet, fordi noget udstyr ikke er designet med nok luftflow til at kunne køle udstyret ned i den tynde luft. Dette kan fx forårsage overophedning, skader og fejl ved de elektroniske dele i en radiosender.
I Danmark anvendes "Dansk Vertikal Reference 1990" som højdereference.